# Alexis Cordesse
 (juillet 2023).
 (juillet 2023).
Si vous disposez d'ouvrages ou d'articles de référence ou si vous connaissez des sites web de qualité traitant du thème abordé ici, merci de compléter l'article en donnant les références utiles à sa vérifiabilité et en les liant à la section « Notes et références ».
Alexis Cordesse est un photographe français né à Paris en 1971.

## Biographie
Fils d’un père artiste peintre et d’une mère architecte et maire adjointe à la culture d’une commune de la banlieue parisienne, Alexis Cordesse entame sa carrière de photographe en 1990, en tant qu'assistant de Gianni Giansanti, puis comme stagiaire au sein de l'agence Sygma. Au printemps 1991, à la fin de la première Guerre du Golfe, il se rend dans le nord de l’Irak où il réalise ses premières photos, à l'âge de 20 ans. Il couvre par la suite les conflits majeurs de l’après-guerre froide, en Somalie, en Bosnie-Herzégovine, dans les territoires palestiniens occupés, en Afghanistan. Parallèlement, il se consacre à un travail au long cours sur le Sida en France (« Vies volées », 1992-1995). Ses photographies sont publiées dans la presse française et étrangère, exposées au festival Visa pour l’Image (1992). Il participe au premier Joop Swart World Press Master Class en 1995.
Au milieu des années 1990, il s’éloigne de la pratique du reportage pour produire des objets hybrides qui explorent la part de manque des images et leur relation au récit historique. Il réalise avec le cinéaste Eyal Sivan une série de courts métrages à partir de son travail photographique et sonore (« Populations en danger », 1996-1998). Le film « Itsembatsemba » à propos du génocide des Tutsi du Rwanda reçoit, en 1997, le Merit Winner Award au San Francisco International Film Festival, ainsi que la mention spéciale au Festival du cinéma documentaire de Bilbao la même année. Il est présenté à la Documenta11 de Cassel en 2002 et à l’ICP lors de la première Triennal of Photography and Video organisée à New York en 2003.
Entre 1998 et 2001, il séjourne régulièrement à Cuba où il travaille notamment comme photographe de village auprès d’une communauté paysanne des montagnes de la Sierra Maestra. Cette série de portraits et de paysages s’accompagne d’un texte du journaliste et écrivain français Philippe Lançon.
En 2004, il réalise L'Aveu, second volet de son travail consacré au Rwanda. Produite par Libération, cette série de portraits et d’extraits d’aveux de femmes et d’hommes ayant participé aux massacres fait l’objet d’un numéro spécial du quotidien, accompagné d’un texte du journaliste français Christophe Ayad.
Alexis est lauréat en 2010 du prix Lucien & Rodolf Hervé, et, en 2011, du prix Arcimboldo pour Borderlines, un travail sur la notion de frontière en Palestine. Combinant une approche documentaire et conceptuelle, Borderlines évoque aussi bien la ligne de démarcation entre deux territoires, que la limite entre vérité et mensonge, constat photographique et invention visuelle.
En 2013, Alexis retourne au Rwanda pour réaliser Absences, et termine ainsi une trilogie entamée dix-neuf ans plus tôt. L’ensemble de ses travaux sont présentés au musée Kazerne Dossin à Malines, en Belgique, à l’occasion du vingtième anniversaire du génocide ainsi que dans plusieurs expositions collectives.
Entre 2017 et 2020, Alexis part à la rencontre d’exilés syriens en Europe et au Moyen-Orient. Au fil de ses rencontres, il collecte des photographies personnelles et écrit les histoires de ces images et de ceux qui les lui ont confiées. Inscrit dans le hors-champ des images d’actualité, le récit, intitulé Talashi, est présenté sous la forme d'une installation au festival Fotografia Europea, à Reggio d'Émilie, en Italie, au Musée international de la Croix-Rouge et du Croissant-Rouge, à Genève, ainsi qu’aux Rencontres d’Arles dans le cadre de l’exposition Un monde à guérir. Publié aux éditions Xavier Barral, le livre Talashi est classé par la revue anglaise 1000 Words parmi les dix meilleurs livres de photographie de l'année 2022.
En 2021, le musée Nicéphore-Niépce de Chalon-sur-Saône lui consacre une rétrospective.
Les travaux d’Alexis Cordesse sont présents dans de nombreuses collections publiques et privées, dont le Fonds national d’art contemporain, le Fonds régional d'art contemporain d'Auvergne, le musée Nicéphore Niépce, la Bibliothèque nationale de France, les Rencontres d’Arles, la Collection Neuflize OBC.

## Expositions

### Expositions personnelles
- 2010 : Borderlines, École spéciale d’architecture, Mois de la photo, Paris
- 2012: Borderlines, Artothèque de Caen et Institut français de Jérusalem, Gaza, Ramallah, Naplouse
- 2013 : Borderlines, Centre culturel Khalil al-Sakakini, Ramallah / 20e Rencontres photographiques, Lorient
- 2013 : La Piscine, Galerie Confluence, Nantes
- 2014: Rwanda, wounded vision, Musée Kazerne Dossin, Malines
- 2014 : L’Aveu/Absences, Galerie Ikono, Bruxelles
- 2014 : Rwanda, blessures d’images, Centre du Patrimoine Arménien de Valence
- 2014 : Rwanda, Galerie Les Douches, Paris[14]
- 2014 : Borderlines, Centre Atlantique de la Photographie, Brest[15]
- 2017 : Olympe, Maison des arts de Malakoff, Mois de la photo du Grand Paris
- 2021 : Présences, Musée Nicéphore Niépce, Chalon-sur-Saône[16]
- 2022 : Talashi, festival Fotografia Europea, Palais Magnani, Reggio d'Émilie

### Expositions collectives
- 2010 : Clichy sans clichés, Institut Français d'Allemagne, Berlin
- 2012 : Usage et convivialité, Maison des Arts de Malakoff
- 2013 : Jérusalem, Izmir, Alger, Galerie Les Douches, Paris
- 2013 : Urbi & Orbi, Biennale de la photographie et de la ville, Sedan
- 2014 : Au délabrement du monde, la photographie reconnaissante, H2M, espace d’art contemporain, Bourg-en-Bresse
- 2015 : Une brève histoire de l’avenir, Musée du Louvre, Paris
- 2015 : « J’aime le panorama », s’approprier le monde, Musée d’Art et d’Histoire, Genève et Mucem, Marseille
- 2015 : Tous azimuts, Musée Nicéphore Niépce, Chalon-sur-Saône
- 2015 : À fendre le cœur le plus dur, Témoigner la guerre/regards sur une archive, FRAC Alsace, Sélestat
- 2016 : À fendre le cœur le plus dur, Témoigner la guerre / regards sur une archive, Centre photographique d’Île-de-France, Pontault-Combault
- 2017 : Pour un musée d’art moderne et contemporain en Palestine, Institut du monde arabe, Paris
- 2018 : Pour un musée d’art moderne et contemporain en Palestine, Institut du monde arabe, Tourcoing
- 2019 : Les images sont inadmissibles, musée Mandet, Riom
- 2019 : Nuit de l’année, Rencontres de la photographie d’Arles
- 2019 : Contre-Histoires, Hôtel Fontfreyde, Centre photographique de Clermont Ferrand
- 2021 : VIH / Sida, l’épidémie n’est pas finie !, Mucem, Marseille
- 2021 : Un monde à guérir, Musée international de la Croix-Rouge et du Croissant-Rouge, Genève[17]
- 2021 : D’autres mondes que le nôtre, FRAC Auvergne/Le Musée Mobile Art
- 2022 : Un monde à guérir, Palais de l’Archevêché, Rencontres d’Arles[12]
- 2022 : Musées en exil, MO.CO., Montpellier
- 2023 : 50 ans dans l’oeil de Libé, Abbaye de Montmajour, Rencontres d’Arles,
- 2023 : Ce que la Palestine apporte au monde, Institut du monde arabe, Paris

## Publications

### Monographies
- 2006 : Du Beau Travail !, avec Zoé Varier, aux éditions Trans Photographic Press[18]
- 2011 : Borderlines, portfolio en édition limitée
- 2020 : J’ai marché dans la somnolence de mondes contraires, livre d’artiste publié en auto-édition
- 2021 : Talashi, éditions Xavier Barral[16]

### Ouvrages collectifs
- 2015 : Une brève histoire de l’avenir, catalogue d’exposition, éditions Hazan
- 2015 : J’aime les panoramas, sous la direction de Laurence Madeline et Jean-Roch Bouiller, coédition Mucem/Flammarion
- 2017 : Paysages entre nature et histoire par Pierre Wat, éditions Hazan
- 2018 : La Photographie contemporaine – nouvelle édition avec Michel Poivert, éditions Textuel
- 2019 : 50 ans de photographie française avec Michel Poivert, éditions Textuel
- 2021 : La région humaine, 20 ans de photographie documentaire, éditions Loco/Le bleu du ciel
- 2022 : Un invincibilie estate, catalogue du festival Fotografia Europea 2022, Fondation Palais Magnani – Silvana Editoriale (en italien)
- 2022 : 160 ans de photographies à travers les collections de la Croix rouge et du Croissant rouge, éditions Textuel
- 2023 : 50 ans dans l’oeil de Libé, éditions du Seuil

## Prix et distinctions
- 1993 : World Press Photo Joop Swart Masterclass
- 1995 : 3e prix de l'Observer Hodge Award
- 1997 : Merit Award au Festival international du film de San Fransisco.
- 1997 : Mention spéciale au festival international du film documentaire et courts métrages de Bilbao
- 2010 : Lauréat du Prix Lucien & Rodlof Hervé -
- 2010 : Allocation de recherche attribuée par le Centre national des arts plastiques
- 2011 : Lauréat du Prix Arcimboldo
- 2011 : Nommé pour accéder à la Villa Médicis par l'Académie de France à Rome
- 2014 : Nommé pour le Prix Niépce
- 2016 : Bourse de la Fondation nationale pour les Arts Graphiques et Plastiques
- 2019 : Bourse de soutien à la photographie documentaire, Centre National des Arts Plastiques
- 2022 : Bourse de soutien à la photographie documentaire, Centre National des Arts Plastiques